# Allium togashii
Allium togashii là một loài thực vật có hoa trong họ Amaryllidaceae. Loài này được H.Hara mô tả khoa học đầu tiên năm 1953.